# Kim Na-Young
Kim Na-Young –en hangul, 김나영– (6 de gener de 1988) és una esportista sud-coreana que va competir en judo, guanyadora de tres medalles als Jocs Asiàtics els anys 2006 i 2010, i quatre medalles al Campionat Asiàtic de Judo entre els anys 2009 i 2012.

## Palmarès internacional
| Jocs Asiàtics     | Jocs Asiàtics                   | Jocs Asiàtics | Jocs Asiàtics |
| Any               | Lloc                            | Medalla       | Categoria     |
| ----------------- | ------------------------------- | ------------- | ------------- |
| 2006              | Doha ( Qatar)                   | 3             | +78 kg        |
| 2010              | Canton ( R.P. de la Xina)       | 2             | Oberta        |
| 2010              | Canton ( R.P. de la Xina)       | 3             | +78 kg        |
| Campionat Asiàtic |                                 |               |               |
| Any               | Lloc                            | Medalla       | Categoria     |
| 2009              | Taipei ( Xina Taipei)           | 2             | Oberta        |
| 2009              | Taipei ( Xina Taipei)           | 3             | +78 kg        |
| 2011              | Abu Dabi ( Emirats Àrabs Units) | 2             | +78 kg        |
| 2012              | Taskent ( Uzbekistan)           | 3             | +78 kg        |